# 萌え言語
萌え言語(もえげんご)は、既製の物には萌えないという理由から、2ちゃんねるのプログラム板で開発が進められているプログラム言語。社会人や学生などが、萌えを追求しつつ意見を出し合い開発が続けられている。

## 主な萌え言語
- 萌え言語　しーちゃん

スレ主1が開発中の萌え言語で、正式名は「霜月」。11月生まれであることと、C言語的な要素を持つための命名。
言語形態はC++に似るが、HTMLエディタに似た複数のタブを持つIDE環境など独特の仕様を持つ。現在はHSPで開発中だが、将来的にはC++で稼動の予定。
- 萌香

rubyで開発中の萌え言語で、ベースはrubyだがschemeとMindをあわせたような言語形態を持つ。萌え言語で一番完成度が高く、実用的に稼動可能な言語。
HelloWorld.hnk 
「"世界のみなさん、こんにちは !!" 表示」
- つんでれしー言語（仮） - ウェイバックマシン（2006年2月19日アーカイブ分）

過去に2ちゃんねるで作られたギコBASICを元に、Delphiで開発していた萌え言語。現在は活動停止、文法等で「ツンデレ」な言語を目指していた。

その他ワン言語、萌えコマンド環境など複数の開発者によるβ版が作られているが、実用として実際に使用できる状態になっているのはほとんどないのが現状である(2005年12月25日現在)